# Felzenszwalb-Huttenlocher-Algorithmus
Der Felzenszwalb-Huttenlocher-Algorithmus (engl. Felzenszwalb-Huttenlocher algorithm) ist ein kantenorientiertes Verfahren zur Segmentierung eines (Raster-)Bildes in Objekte. Es wurde 1998 von Pedro F. Felzenszwalb und Daniel P. Huttenlocher vorgestellt und später noch von ihnen weiterentwickelt.
Der Algorithmus legt zuerst zwischen je zwei benachbarten Pixeln eines Bildes eine Kante, die nach Merkmalen wie dem Unterschied in Helligkeit und Farbe der jeweils angrenzenden Pixel gewichtet werden. Anschließend werden aus jedem einzelnen Pixel Bildsegmente gebildet, die so verschmolzen werden, dass der Unterschied zwischen den Kantengewichtungen innerhalb eines Segments möglichst gering bleibt und zwischen benachbarten Segmenten möglichst groß wird.

## Software
Der Algorithmus ist in der freien Bildverarbeitungsbibliotheken Scikit-image implementiert.